# Callistege desagittata
Callistege desagittata är en fjärilsart som beskrevs av Barend J. Lempke 1966. Callistege desagittata ingår i släktet Callistege och familjen nattflyn. Inga underarter finns listade i Catalogue of Life.